# Othmar Schimkowitz
Othmar Schimkowitz (Tárts, 2 de outubro de 1864 - Graz, 24 de abril de 1947) foi um escultor austríaco. Era membro da Secessão de Viena, chegando a ser seu presidente.